# Jonathan Moss (trọng tài)
Jonathan Moss (sinh 18 tháng 10 năm 1970) là một trọng tài chuyên nghiệp người Anh, hiện đang cầm còi tại Giải bóng đá Ngoại hạng Anh.
Jon Moss từng điều khiển trận Chung kết Cúp FA 2015, Siêu cúp Anh 2018, Chung kết Cúp EFL 2019.

## Thống kê
| Mùa     | ST | Tổng | TB/1 trận | Tổng | TB/1 trận |
| ------- | -- | ---- | --------- | ---- | --------- |
| 2005–06 | 31 | 108  | 3.48      | 8    | 0.26      |
| 2006–07 | 40 | 99   | 2.48      | 9    | 0.23      |
| 2007–08 | 38 | 106  | 2.79      | 7    | 0.18      |
| 2008–09 | 39 | 106  | 2.72      | 7    | 0.18      |
| 2009–10 | 37 | 121  | 3.27      | 8    | 0.22      |
| 2010–11 | 42 | 87   | 2.07      | 10   | 0.24      |
| 2011–12 | 32 | 112  | 3.50      | 11   | 0.34      |
| 2012–13 | 31 | 86   | 2.77      | 1    | 0.03      |
| 2013–14 | 35 | 105  | 3.00      | 4    | 0.11      |
| 2014–15 | 37 | 142  | 3.83      | 9    | 0.24      |

Tính trên tất cả các giải, không có số liệu trước mùa 2005-07.